# 音素配列論
音素配列論（おんそはいれつろん、英: Phonotactics）とは、音韻論の一分野。自然言語では、音の並べ方に規則性があり、その規則性を記述、分析するのが音素配列論である。

## 例
日本語では、例えば以下のような制限がある。
- 語頭に子音を二つ並べることができない（例：*sta, *tra）。
- 語中でも、子音を二つ並べる場合、一つ目は二つ目の子音と調音点が同じ鼻音か促音である（例：anna, ammoku, atta, akka, *arka, *amda）。
- 大和言葉では、同じ形態素のなかに濁音が二つ入ることは許されない（ライマンの法則）。
- 促音は無声阻害音と、鼻音に限られる。
- 母音連続は一般的に回避される。
- 一部の子音と母音の連続は避けられる（例：ɕi「し」、tsu「つ」はあるが*si、*tuはない）

英語で有名な例。
- 語頭で三つ子音が並ぶ場合、一つ目は必ず [s] である（例：str, skr, spr）。
- 子音が二つ語頭に並ぶ場合、聞こえ度が低いものが前にくる。
- 子音が二つ語頭に並ぶ場合、一つ目はかならず阻害音である。
- [*tl, *dl] は語頭にこられない。
- 語末に子音が二つ並ぶ場合、聞こえ度が高いものが前にくる。

## 聞こえ度による一般化
上の英語の例で見られるように、自然言語では、音節は聞こえ度の母音を頂点する山をなすように音が並べられることが多い。ただし、英語では[s]がこの法則の例外として振る舞う（stのような連鎖では、[s]のほうが[t]より聞こえ度が高い）。また、ロシア語のようにこの法則に従わない言語も存在する。

## 音韻変化との関連
一般に、音素配列制約を違反するような形が出る場合、音韻変化によってこれが回避される場合がある。